# Comin' in Hot
«Comin' in Hot» es el cuarto sencillo oficial de Hollywood Undead del segundo álbum titulado American Tragedy y la tercera canción en ese álbum. Se trata de la banda solo décimo en la general en su discografía. Una versión alterna de la pista fue lanzada como single promocional en enero y fue lanzado como single el 9 de abril de 2011, justo después del lanzamiento del segundo álbum de la banda. Un video musical fue lanzado también el mismo día. Un remix apareció en el álbum American Tragedy Redux remix.

## Canción
Una versión alternativa de la pista fue lanzada inicialmente de forma gratuita en Facebook de la banda como un sencillo promocional de su segundo álbum, American Tragedy. En la pista alternativa, Charlie Scene y Funny Man tienen un segundo verso diferente, y algunos de los instrumentos y sintetizadores son más fuertes que en el álbum de versiones de la canción. El 5 de abril, la banda lanzó el álbum American Tragedy. Cuatro días después, el 9 de abril, la canción fue lanzada como el tercer single oficial junto con "Been to Hell" y "Coming Back Down". Un vídeo musical fue lanzado también el mismo día.
Un remix de la canción de Wideboys fue incluido en la Redux 2011 remix álbum American Tragedy Redux.

### Vídeo musical
El vídeo musical oficial, codirigido por Kai Enrique Corbi y Robert, salió el 9 de abril de 2011. Sylvie Lesas de Evigshed señaló que los vídeos anteriores para el álbum, "Hear Me Now" y "Been to Hell", eran oscuros y muy graves, por lo que el vídeo cómico de "Comin 'in Hot" era un cambio en el tono. El vídeo comienza con créditos de apertura al estilo occidental, luego sigue casi dos minutos de conversación antes de que empiece la música. En un cambio para la banda, una gran parte del vídeo tiene la banda tocando sin sus máscaras. Durante la parte sin música, el vídeo muestra a Funny Man, Charlie Scene y J-Dog trabajando en el campo vestidos como trabajadores de campo y todos con acento "mexicano". Discuten las malas condiciones de trabajo y la necesidad de un descanso antes de darse cuenta de que el propietario del campo, interpretado por Johnny 3 Tears, tiene una hija hermosa vestida de manera similar a Daisy Duke. Los tres hombres codician a la chica y el dueño se da cuenta, advirtiéndoles para que vuelvan al trabajo antes de que empiece la música.
Durante la canción, la letras se canta mientras la banda se muestra, aún con indumentaria country, trabajando el campo y dando vueltas a la granja por las chicas. La banda no se muestra en sus máscaras y atuendos normales hasta la segunda estrofa. Cantan en la misma finca que la parte actuada del vídeo. La banda se presenta en un terreno llano con fardos de heno sólo alrededor de ellos, con la cámara rotando de un enfoque desde el suelo, hasta un enfoque aéreo, en ocasiones. El estribillo lo canta Danny, mientras que el pre-estribillo es cantado por Charlie Scene. Este rapea la primera estrofa, mientras que la segunda estrofa la rapean entre Funny Man y el.

## Recepción
El escritor sylgraph de Evigshed hizo una review del tema el 22 de enero de 2011. El autor dice que la pista resulta extremadamente convincente de la habilidad y fama de la banda. El revisor dio a "Comin 'in Hot" un perfecto diez sobre diez puntos.
- Datos: Q3728870